# Кухасало
Ку́хасало (фин. Kuhasalo, также Ку́ккосенсаари (фин. Kukkosensaari), по крестьянскому хозяйству, принадлежавшего семье Кукконен) — зона отдыха горожан в Йоэнсуу, в Восточной Финляндии. Расположена на бывшем острове в озере Пюхяселькя, в устье реки Пиелисйоки, недалеко от центра города Йоэнсуу, между районом Пенттиля и глубоководным портом.
Кухасало изображался на старых картах как остров, но в результате поднятия суши из-за строительства каналов и прочих изменений в гидрологическом режиме между островом и материком образовался перешеек, и Кухасало превратился с физико-географической точки зрения в полуостров.
Территория Кухасало принадлежит лесопромышленной компании Stora Enso и используется как городская рекреационная зона. На полуострове располагаются проложенные и поддерживаемые Stora Enso природные тропы с указателями, а также установленный православным приходом города Йоэнсуу памятный знак на месте, где предположительно стоял монастырь Кухасало. На берегу полуострова имеются места для разведения костров, места для купания, а также рыбацкая хижина Калмонкатиска, которая сдаётся в аренду.

## История
Остров Кухасало играл важную роль в ранней истории Йоэнсуу.
В XVI веке там располагался деревянный православный монастырь. Основателем монастыря считается иеромонах (монах, имеющий сан священника) Илия, которого митрополит Макарий послал для искоренения язычества в Ингерманландию и Карелию в 1534 году. Предположительно он основал монастырь в Кухасало в устье реки Пиелисйоки во время своей второй миссии. В 1570 году началась двадцатипятилетняя русско-шведская война, которая велась в частности и на территории Северной Карелии, поэтому обстановка в этой области была неспокойная. К моменту заключения мира в 1595 году монастырь был уже уничтожен, а судьба монахов неизвестна: они либо были убиты, либо бежали на территорию Русского царства. После заключения Тявзинского мирного договора началось активное восстановление района Кякисалми, в том числе и церковных объектов. По всей видимости, ненадолго был восстановлен и монастырь в Кухасало. Согласно поземельной книге 1618 года, монастырь приобрел дополнительные земельные участки вдоль реки Пиелисйоки и сделал запруды для ловли лосося, однако в той же поземельной книге и монастырь, и запруды отмечены как пустующие. Это последнее упоминание о монастыре в письменных исторических источниках того времени. На острове Кухасало располагался также монастырский погост, однако точное расположение и монастыря, и погоста неизвестно. Предположительно они находились в непосредственной близости друг от друга. По некоторым данным, православных там хоронили ещё в XVIII веке.
В конце XVII века на остров переехала зажиточная лютеранская семья Кукконен, глава которой Матти Кукконен был владельцем самого крупного скотоводческого хозяйства в округе Липери. В то время у Кукконена в хозяйстве на Кухасало было шесть коров. Уже в начале XVIII века за островом закрепляется название Куккосенсаари («остров Кукконенов»).
В первой половине XX века остров приобрела компания «Энсо-Гутцайт». В северной части острова, где ранее предположительно находился погост, был построен дом управляющего. Ближе к центру острова располагался дом для работников. Под управлением «Энсо» на острове продолжались сельскохозяйственные работы.

## Ландшафт
Большую часть Кухасало занимают скалы. Северо-западная часть полуострова Калманниеми полностью состоит из скальных пород. Единственным пригодным для земледелия местом является центральная часть полуострова, остальная территория очень каменистая. Южная часть могла бы быть пригодна для подсечно-огневого земледелия. Зона отдыха горожан составляет около 50 гектаров, на севере она ограничена двумя частными территориями.

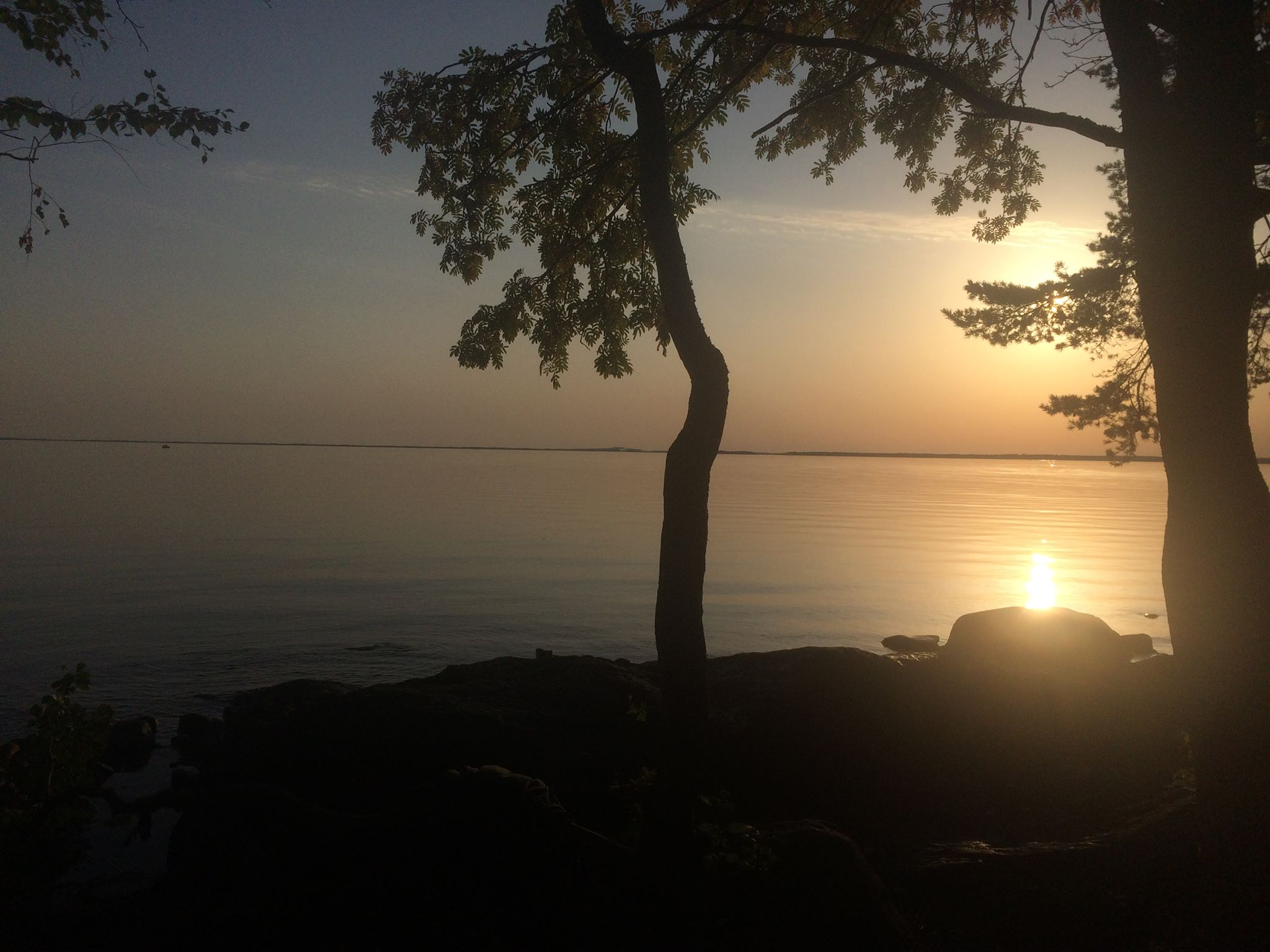
Закат на Кухасало

## Карьер
В юго-западной части полуострова располагается карьер, где добывали камень в 1960-е годы. Добытый камень перевозился, в частности, в северную часть полуострова, где из него был сооружён волнорез.

## Наскальное изображение
В юго-западной части полуострова находится наскальное изображение в виде креста, рядом с которым располагаются инициалы S.K. Возраст изображения и цель нанесения его на скалу неизвестны. По всей видимости, изображение появилось довольно поздно, уже после прекращения деятельности монастыря.

## Очистная водопроводная станция
В Кухасало располагается также городская очистная водопроводная станция, построенная в середине 1970-х годов. На станции используется биохимический метод очистки сточных вод, в результате которого образуются такие побочные продукты, как биогаз и ил.